# Naturschutzgebiet Hohensyburg - Klusenberg
Die Naturschutzgebiet Hohensyburg - Klusenberg sind ein Naturschutzgebiet (NSG) im Dortmunder Stadtteil Syburg bzw. im Ardeygebirge. Es befindet sich an der südlichen Ortsgrenze Dortmunds nördlich der Ruhr nahe der Hohensyburg. Das Naturschutzgebiet wurde 1990 erstmals unter Schutz gestellt, dies wurde in der ersten Änderung zum Landschaftsplan am 2. September 2005 beibehalten. Das Naturschutzgebiet umfasste damals in Form dreier Teilgebiete eine Fläche von 42,9 Hektar (ha) und führte den Namen Naturschutzgebiet Ruhrsteilhänge Hohensyburg. Die Teilgebiete wurden durch das Landschaftsschutzgebiet Ardey Wälder, ab 2020 Landschaftsschutzgebiet Syburg, voneinander getrennt. Bei der Neuausweisung 2020 vergrößerte man die Flächengröße auf 87,2 ha. Im angrenzenden Gebiet von Hagen grenzt direkt das Naturschutzgebiet Ruhraue Syburg an. 

## Beschreibung
Das Naturschutzgebiet umfasst die bewaldeten südexponierten Ruhrtalsteilhänge oberhalb der Ruhr und des Hengsteysees innerhalb der naturräumlichen Einheit Südardeywände. Die hier gelegenen Höhen Klusenberg (westlicher NSG-Teil am Hengsteysee), Syberg (mittlerer NSG-Teil unterhalb der Hohensyburg) und Boelsberg (östlicher NSG-Teil zwischen Campingplatz und Bahntrasse) fallen teilweise sehr steil zum See hin ab. Die vorwiegend aus hartem Ruhrsandstein bestehenden Steilhänge bilden Abbruchkanten und Felsnasen. Die höchsten Felsen erreichen eine Höhe von maximal 10 m und ragen an wenigen Stellen aus dem Kronenraum der angrenzenden niedrigen und krüppelwüchsigen Laubmischwälder heraus. Neben den Naturfelsen gibt es auch alte, aufgelassene und wieder bewaldete Steinbrüche. Zusätzlich ist das Gebiet durchzogen von Stollen und Mundlöchern des Bergbaus (Teile des Syburger Bergbauwegs liegen im Gebiet) sowie einigen alten, aufgelassenen Steinbrüchen wie z. B. dem Schulmeister-Steinbruch. Durch austretendes Quellwasser gibt es einige feuchte Felswände.

Naturschutzgebiet
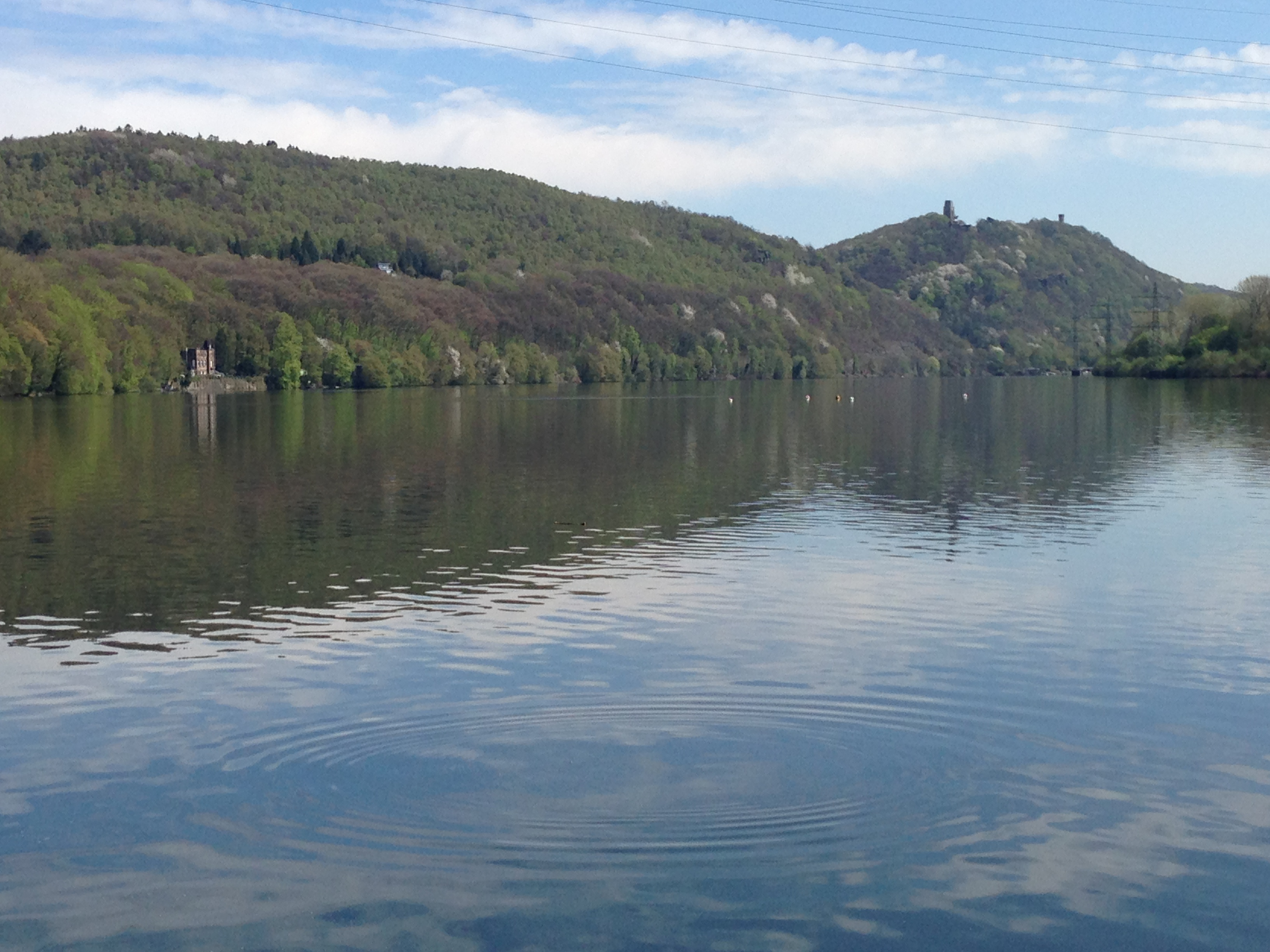
Westlicher Teil – Klusenberg
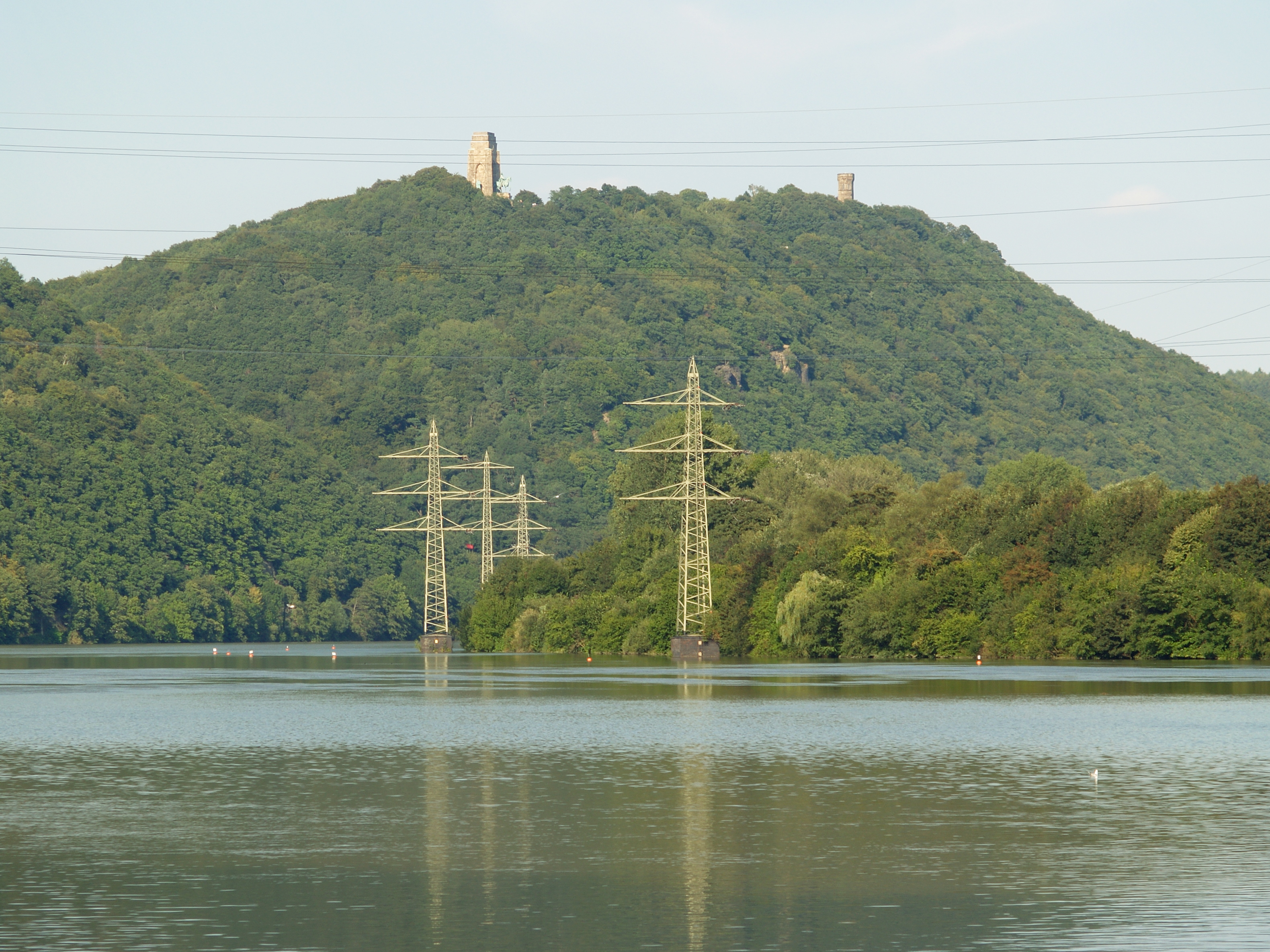
Mittlerer Teil – Syberg
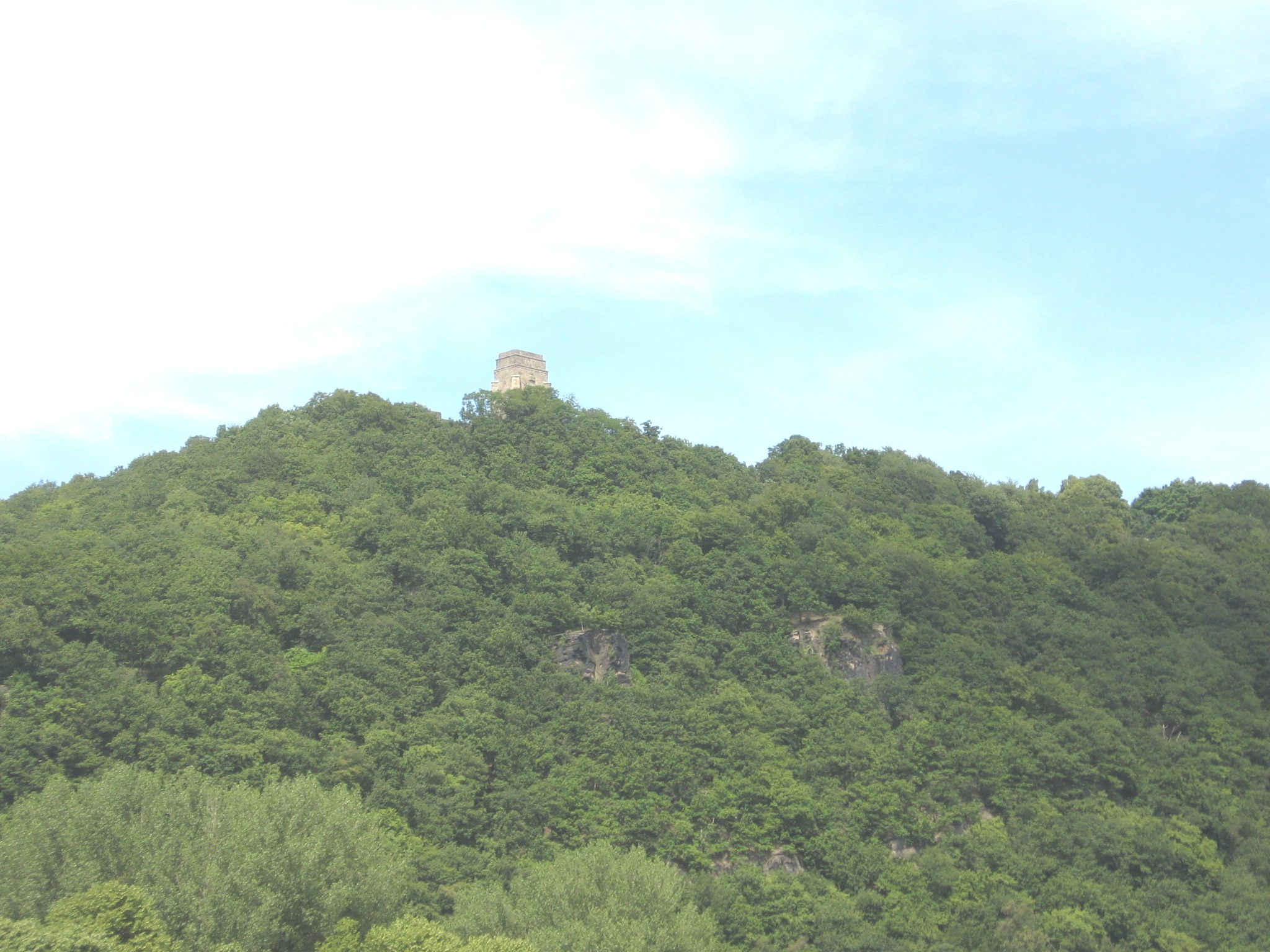
Mittlerer Teil mit zwei der größeren Felsen im NSG und im Hintergrund das Kaiser-Wilhelm-Denkmal
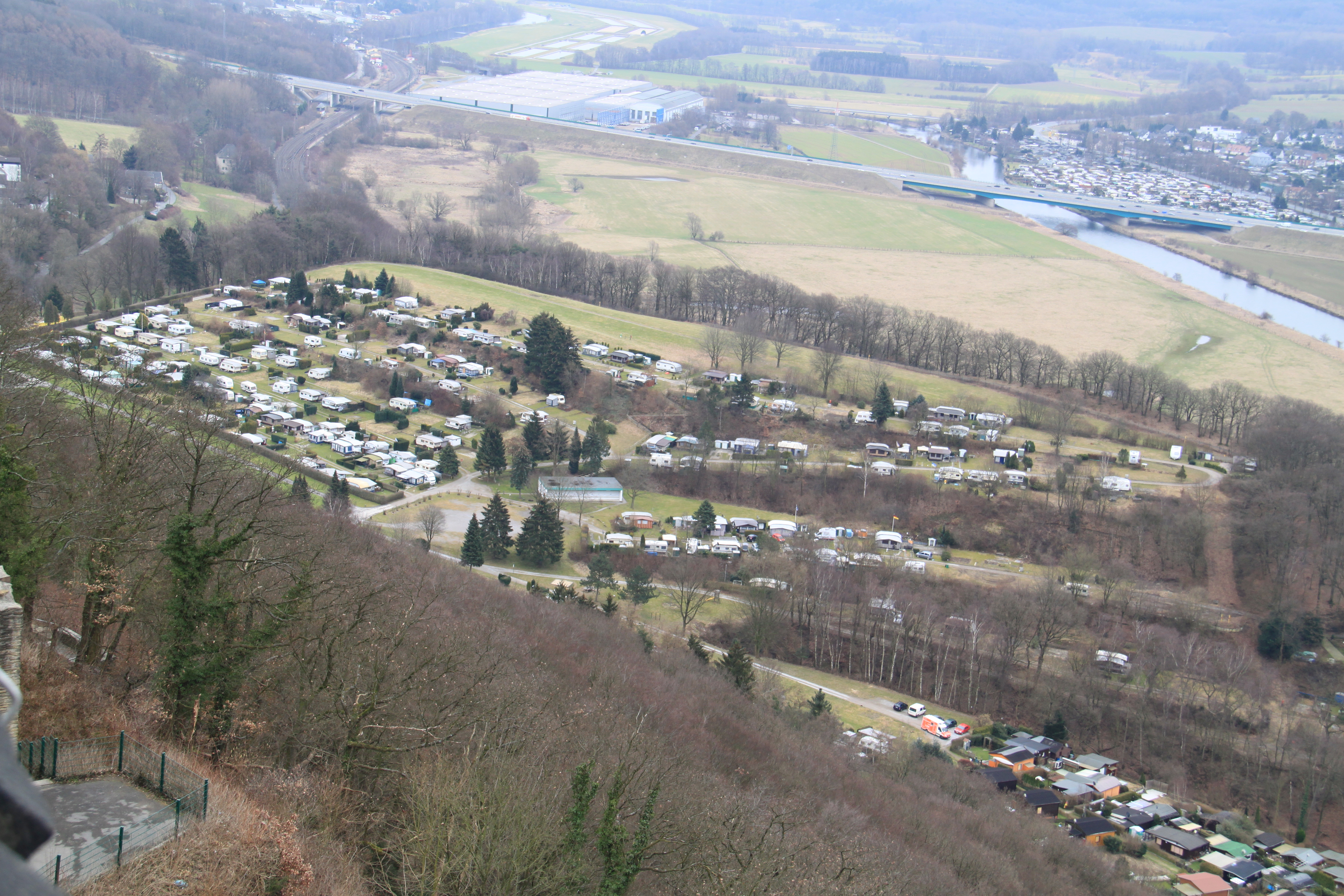
Östlicher Teil – Boelsberg

Die Wälder der nördlichen Seeseite bestehen aus Eichenmischwäldern. Einige Teilflächen sind mit Birken, Buchen und Hainbuchen bewachsen. Im westlichen Teil des Naturschutzgebietes gibt es im Unterwuchs der teils noch jungen Eichen-Birken-Mischwälder Brombeeren und Adlerfarn. Die östlichen Teile bestehen aus eher mittelalten Buchen und Hainbuchen. Die extrem steilen Hänge sind mit krüppelwüchsigen Traubeneichen bewachsen. Auf Steil- und Felsstandorten stehen einzelne Eiben. Die Wälder der Steil- und Felsstandorte werden seit Jahrzehnten nicht mehr forstlich genutzt. Die Felsen werden von einer eher unauffälligen Flechtenvegetation überzogen. Örtlich ist kletternder Efeu aspektbestimmend. 
Aufgrund seiner Lage zwischen dem Hengsteysee und der Hohensyburg mit dem benachbarten Kasino Spielbank Hohensyburg ist das Naturschutzgebiet stark besucht. Die Ruhrsteilhänge sind von Fußwegen durchzogen, die immer wieder interessante Aussichtspunkte auf den Hengsteysee und die einmündende Lenne bieten.

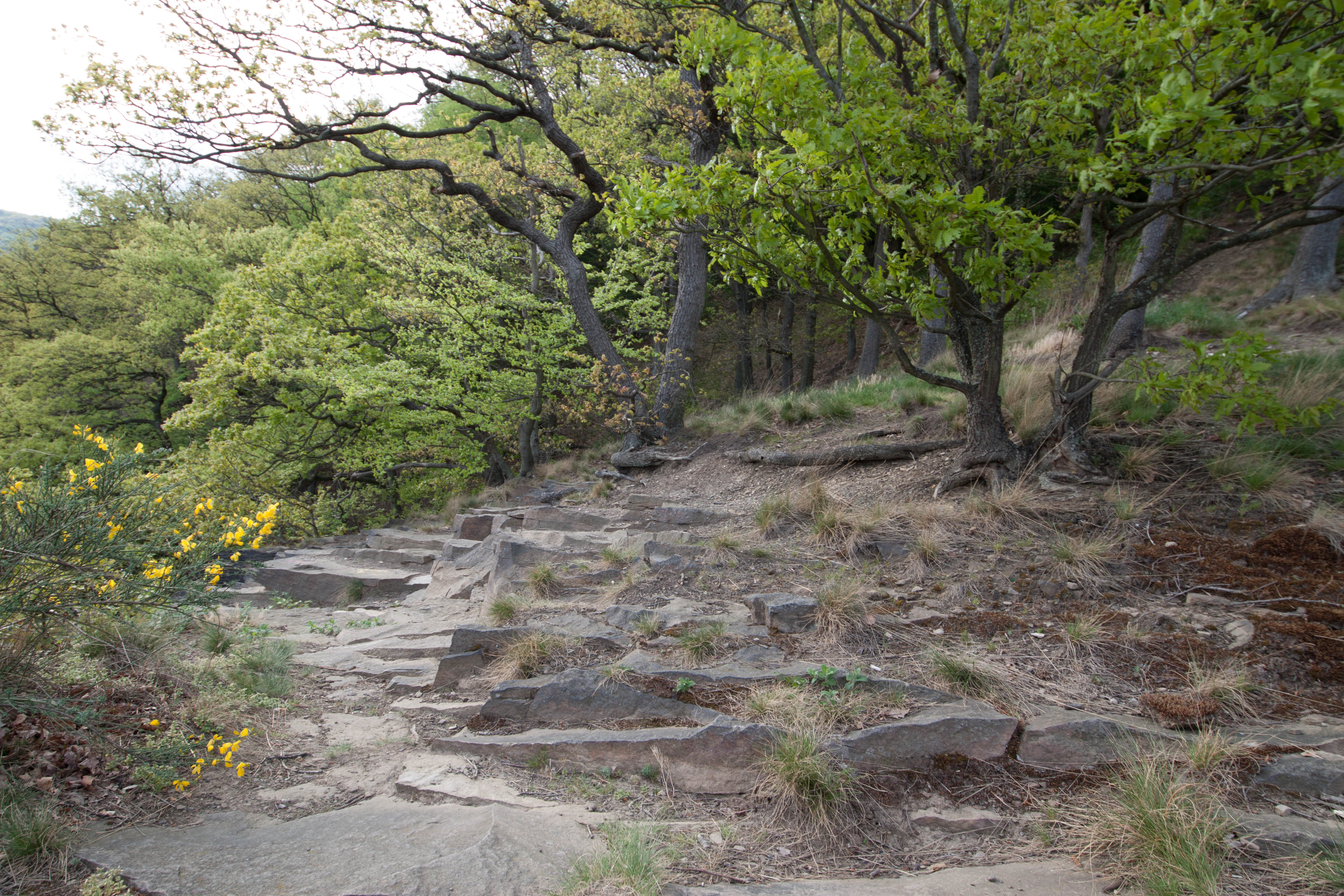
Anstehendes Gestein (Ruhrsandstein) und Krüppeleichen im NSG

Die Felsen, die lichten Eichenwälder und die Traubeneichenbestände auf den Steilhängen bieten ein wertvolles Biotop für die hier lebende Mauereidechse sowie den in Randbereichen wachsenden Schwarzen Streifenfarn.

## Besonders geschützte Arten
Im Lebensraum der Ruhrsteilhänge lebt eine Art, die auf der Roten Liste für gefährdete Arten steht: die Mauereidechse (EU-Code 1256). Das Vorkommen der Mauereidechse geht auf eine Aussetzung zurück. Natürlicherweise leben Mauereidechsen in NRW nur im Rheintal bei Bonn.

## Schutzziele

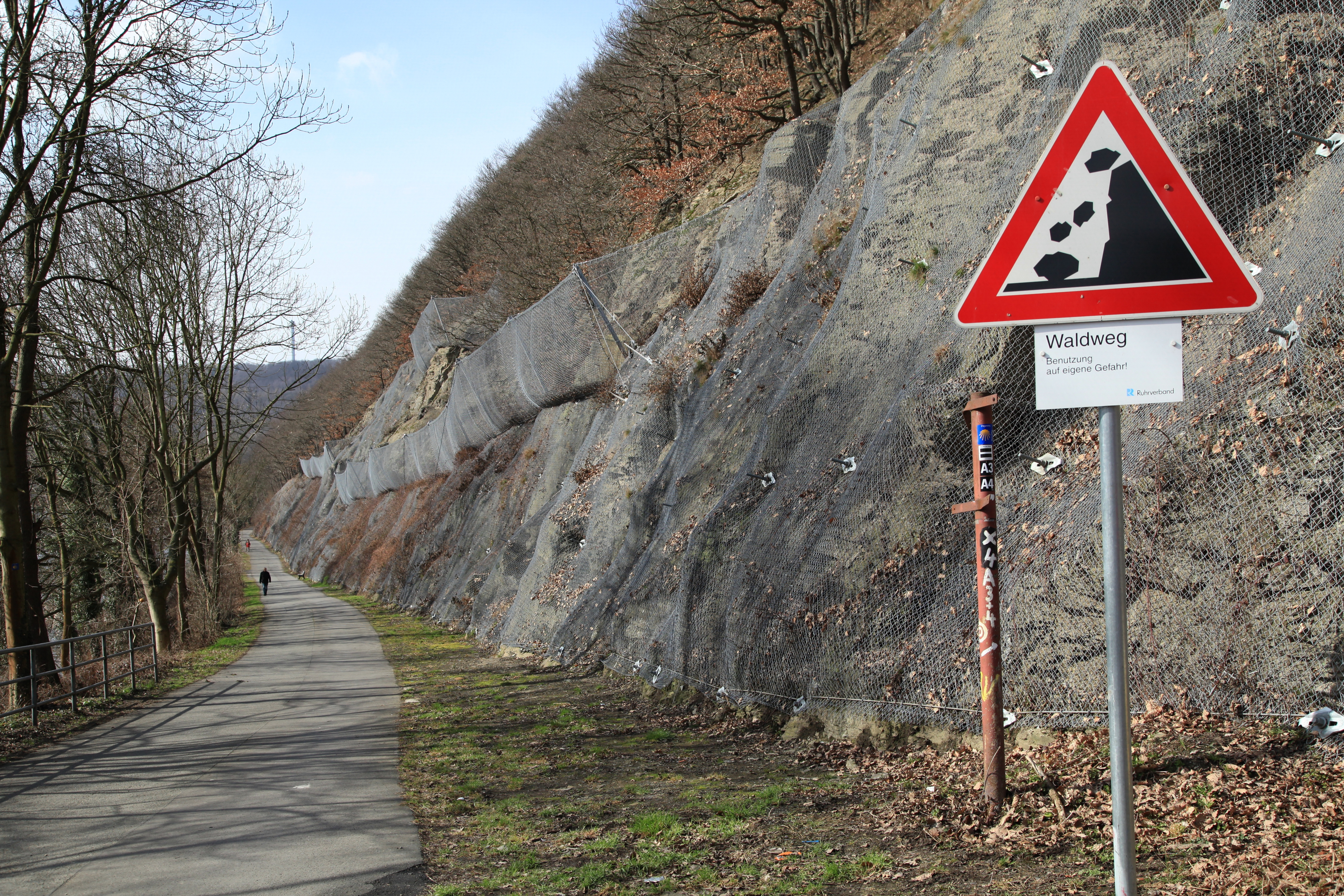
Hangsicherungsmaßnahmen direkt unterhalb des NSGs am Klusenberg

Entscheidend bei diesem Naturschutzgebiet ist der Erhalt der Lebensräume in den bewaldeten Steilhängen und eine naturschonende, effektive Besucherlenkung. Das Fachinformationssystem vom Landesamt für Natur, Umwelt und Verbraucherschutz Nordrhein-Westfalen führt zum NSG aus: „Die Ruhrsteilhänge an der Hohensyburg gehören zu einem Verbund naturnaher Fels-Wald-Biotopen entlang des windungsreichen Ruhrtales zwischen Syburg und Kettwig. Zentrales Schutzziel für das NSG "Ruhrsteilhänge Hohensyburg" ist die Erhaltung der naturnahen Fels-Wald-Lebensräume unter besonderer Beachtung einer effektiven Besucherlenkung.“

## Schutzmaßnahmen
Im Naturschutzgebiet wurde bei der Ausweisung festgeschrieben, dass Klettern im NSG verboten ist. Insbesondere wurde das Vorkommen der Mauereidechse an den Felsen beeinträchtigt. Trotzdem wurde massiv illegal geklettert. Die Untere Landschaftsbehörde Dortmund sorgte 2002 dafür, dass die Kletterhaken im NSG entfernt wurden. Seitdem sind illegale Kletteraktivitäten stark zurückgegangen.